# Ghassan Hitto

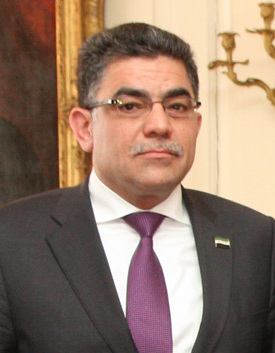
Ghassan Hitto

Ghassan Hitto (arabisch غسان هيتو; * 1963 in Damaskus, Syrien) war vom 18. März 2013 bis zum 8. Juli 2013 der erste Ministerpräsident einer von der oppositionellen Syrischen Nationalkoalition unterstützten Übergangsregierung im Syrischen Bürgerkrieg. Er ist kurdischer Abstammung und hat die US-amerikanische Staatsbürgerschaft.

## Leben
Hitto studierte im US-Bundesstaat Indiana an der Purdue University und der Indiana Wesleyan University Mathematik und Informatik und erhielt seinen Bachelor- und Mastergrad. Anschließend lebte er lange Zeit in den Vereinigten Staaten, zuletzt in Wayne, Texas, wo er als Geschäftsmann und Manager in der Telekommunikations- und IT-Branche arbeitete. Seine Frau, Suzanne Hitto, ist eine amerikanische Lehrerin. Das Ehepaar hat vier Kinder, die in den USA geboren wurden. In Texas engagierte sich Hitto für eine Islamschule. Außerdem gründete er einen Fonds, der Muslimen in den USA, die nach den Anschlägen am 11. September 2001 in Verdacht gerieten, Rechtsbeistand ermöglicht.
In Kreisen der syrischen Opposition war Hitto bis 2012 weitgehend unbekannt. Er begann dann humanitäre Hilfe für die vom Bürgerkrieg betroffene Bevölkerung zu organisieren und zog schließlich in die Türkei, um von dort aus die Arbeit in den „befreiten Gebieten“ zu koordinieren. Am 18. März 2013 wurde Ghassan Hitto mit 35 von 49 Stimmen zum Ministerpräsidenten der Opposition gewählt. Einige Mitglieder des Gremiums, dem eigentlich etwa 70 Personen angehören, hatten die Abstimmung allerdings boykottiert. Der Kommandant der Freien Syrischen Armee, Selim Idriss, sicherte ihm seine Unterstützung zu. Hittos Kritiker stellen dagegen in Frage, ob ein Zivilist und US-Staatsbürger, der jahrzehntelang im Ausland gelebt hat, wirklich von den zahlreichen Rebellengruppen und Milizen, die gegen die Regierung von Baschar al-Assad kämpfen, akzeptiert wird.
Ghassan Hitto steht der islamistischen Bewegung nahe. Eher linksgerichtete und liberale Teile der syrischen Opposition, die seine Wahl ablehnten, werteten die Entscheidung für Hitto als Zugeständnis gegenüber der Regierung Katars, die die Rebellen und insbesondere die syrische Muslimbruderschaft stark unterstützt.
Hitto hatte seinen Sitz in Istanbul. Er schloss Verhandlungen mit Präsident Assad aus und setzte stattdessen auf dessen Sturz durch das Desertieren weiterer Offiziere der Regierungstruppen.
Am 8. Juli 2013 trat er von seiner Aufgabe des Ministerpräsidenten der Interimsregierung zurück.